# Katharina Wilhelmina Bilderdijk-Schweickhardt

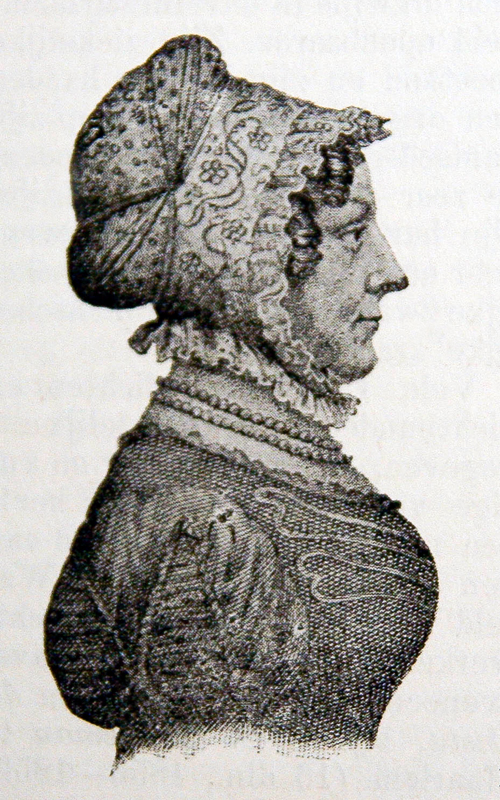
Katharina Wilhelmina Bilderdijk-Schweickhardt (1776–1830)

Katharina Wilhelmina Bilderdijk-Schweickhardt (* 3. Juli 1776 in Den Haag; † 16. April 1830 in Haarlem) war die zweite Ehefrau des niederländischen Dichters Willem Bilderdijk und selbst ebenfalls als Dichterin bekannt.

## Leben und Werk

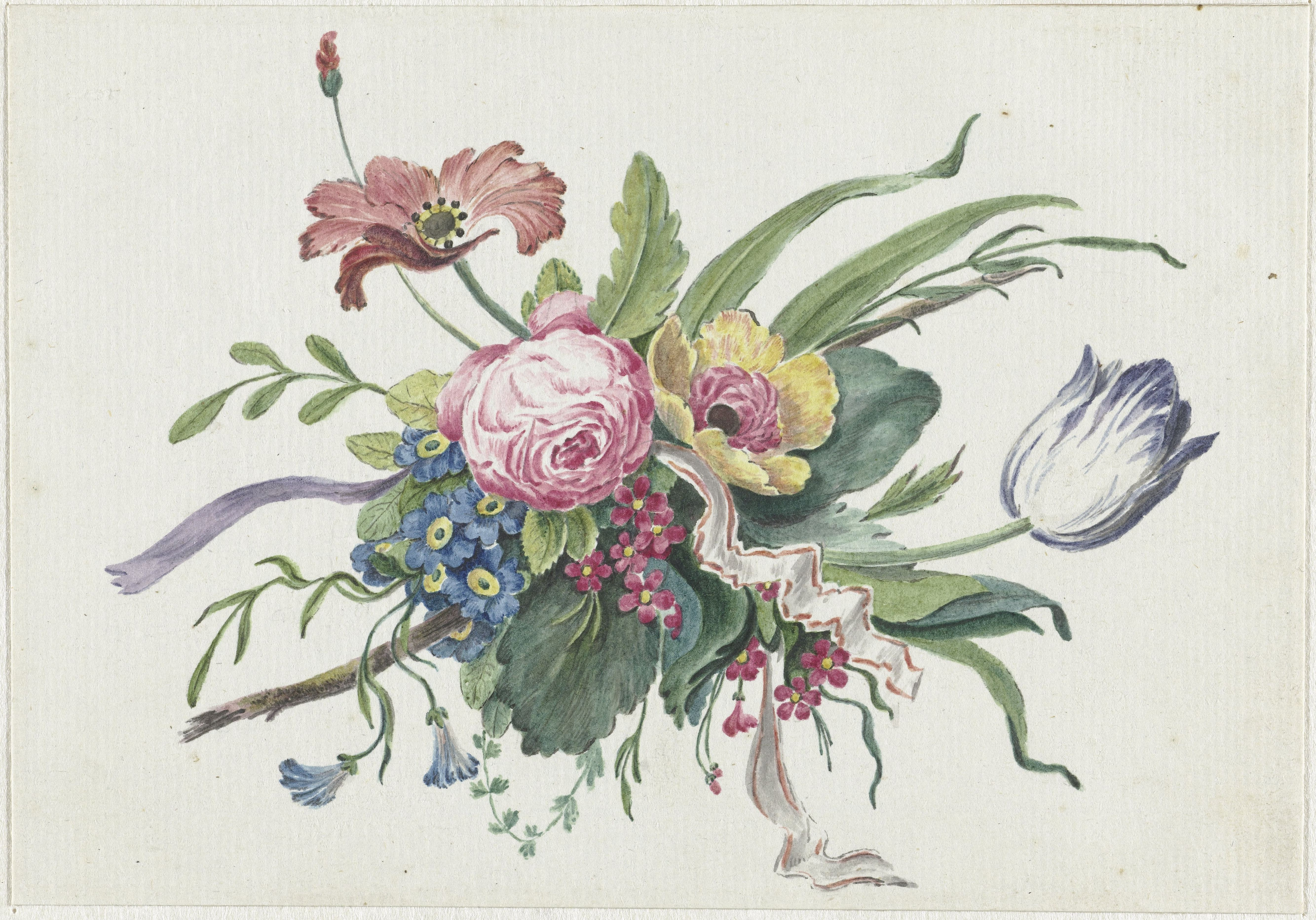
Aquarell von Katharina Schweickhardt

Nachdem sie für einige Zeit in Delft gewohnt hatte, zog sie 1787 mit ihrem Vater, dem deutschen Kunstmaler Hendrik Willem Schweickhardt, nach London. Dort wandte sie sich der englischen Sprachkunde zu. Aufgrund ihrer Herkunft sprach sie Hochdeutsch und übte sich darüber hinaus in Französisch, Spanisch und Italienisch. Kurz vor der Bekanntschaft mit Willem Bilderdijk schrieb sie die englischsprachige Tragödie „Fatal Love“, die in der späteren niederländischen Übersetzung „Elfriede“ hieß.
Nachdem Katharina Wilhelmina Bilderdijk-Schweickhardt und Willem Bilderdijk 1797 geheiratet hatten, beschäftigte sich Bilderdijk-Schweickhardt ausgiebig mit der niederländischen Dichtkunst. Sie verfasste viele Verse der „Poëzy“, die 1803 von ihrem Mann herausgegeben wurde. Die Abschnitte, die mit C. W S. oder K. W. B. unterschrieben sind, stammen aus ihrer Feder. Noch vor dem Tod ihres Vaters 1797 zog sie mit ihrem Ehemann nach Braunschweig.
Kurze Zeit später erschien „Ifigenia in Aulis“, nach Racine. Im Zuge dessen erschien auch „De overstrooming“, eine Elegie über die Wasserfluten, die die Niederlande bedrängten. Des Weiteren gab sie 1813 ein Gedichtbändchen „Gedichten voor kinderen“ heraus und lieferte Beiträge in „Hollands verlosing“, den „Vaderlandsche ontboezemingen“ und „Wit een Rood“. 1816 erschienen die zwei Trauerspiele „Ramiro“ und „Dargo“ und der Band „Ter gedachtenis van Willem Bilderdijk“ (Zum Gedenken an Willem Bilderdijk). 1820 gab sie einen weiteren Gedichtband heraus, gefolgt von „Gedichten“ und „Nieuwe gedichten“. Auch hat sie unter dem Titel „Rodrigo de Goth“ ein Dichterwerk von Robert Southey in niederländische Verse übersetzt.
Ihre Gedichte traten durch ein feines Gespür und durch eine fließende Form unter anderen Dichterinnen ihrer Zeit hervor. Oft waren ihre Gedichte zusammen mit denen ihres Mannes gebunden. Sie lieferte Erzählungen aus dem Französischen, Englischen und Deutschen.

### Werke
Ihre Dichtwerke erschienen gesammelt in 3 Bänden (Haarlem 1858–60), herausgegeben von Da Costa.
- De dichtwerken van vrouwe Katharina Wilhelmina Bilderdijk, Band 1, Band 2, Band 3

## Ehrungen
- 1816 erhielt sie einen Ehrenpreis der Koninglijke Maatschappij van Schoone Kunsten en Letterkunde in Gent für eine Kantate zum „Veldslag van Waterloo“, der Schlacht bei Waterloo.
- 1828 wurde sie zum Ehrenmitglied der Koninglijke Maatschappij van Vaterlandsche Taal- en Letterkunde in Brugge ernannt.